# Pascale Berthod
Pascale Berthod (* 2. April 1987) ist eine ehemalige Schweizer Skirennfahrerin. Sie startete in allen Disziplinen und wurde 2007 Schweizer Meisterin im Riesenslalom. Sie konnte von 2008 bis 2011 verletzungsbedingt an keinen Rennen teilnehmen und beendete nach einer weiteren Verletzung 2012 ihre Karriere. Ihr älterer Bruder Marc Berthod war ebenfalls Skirennfahrer.

## Biografie
Pascale Berthod wohnt in St. Moritz, maturierte 2006 am Sportgymnasium in Davos und begann später ein Fernstudium der Rechtswissenschaften. Ab dem Winter 2002/2003 nahm sie an FIS-Rennen und nationalen (Junioren-)Meisterschaften teil, ab Januar 2005 folgten erste Starts im Europacup. Von 2004 bis 2006 wurde sie in ihrer jeweiligen Altersklasse vierfache Schweizer Juniorenmeisterin, zweimal im Slalom und zweimal in der Kombination. Bei Juniorenweltmeisterschaften, an denen sie von 2005 bis 2007 teilnahm, war ihr bestes Ergebnis der achte Platz im Riesenslalom 2006.
Vor der Saison 2005/2006 wurde Berthod ins C-Kader des Schweizer Skiverbandes aufgenommen. Sie startete seither regelmässig im Europacup und kam am 3. Februar 2006 beim Riesenslalom in Ofterschwang erstmals im Weltcup zum Einsatz, konnte sich dabei aber nicht für den zweiten Durchgang qualifizieren. Auf nationaler Ebene erreichte Berthod ihren grössten Erfolg im März 2007, als sie Schweizer Meisterin im Riesenslalom wurde. Nach ihrem Aufstieg ins Schweizer B-Kader erzielte sie im Winter 2007/2008 erstmals Top-10-Ergebnisse im Europacup, darunter mit Platz vier in der Abfahrt und Rang fünf im Super-G von Caspoggio ihre besten Resultate in dieser Rennserie. Sie kam neben dem Europacup in jenem Winter auch zu fünf weiteren Weltcupeinsätzen und gewann am 29. Dezember 2007 mit Platz 28 im Slalom von Lienz ihre ersten – und einzigen – Weltcuppunkte.
Nach der Saison 2007/2008 begann für Pascale Berthod ein langer Leidensweg. Zuerst musste sie wegen starker Rückenschmerzen ein Jahr pausieren, dann konnte sie wegen anhaltender Knieproblemen an keinen Rennen teilnehmen. Nach einer Entzündung der Patellasehne wurde ein Knochenschwund im Knie diagnostiziert, worauf sie weitere zwei Saisons verlor. Nachdem sie im Sommer 2011 erstmals wieder schmerzfrei trainieren konnte, gab sie im November 2011 mit Starts bei FIS- und Nor-Am-Rennen in den USA ihr Comeback nach über dreijähriger Rennpause. Im Dezember 2011 verletzte sich Berthod jedoch erneut. Sie erlitt im Training einen Bruch des Wadenbeinkopfes und musste sechs Wochen pausieren. Danach litt sie während des Trainings neuerlich an Knieschmerzen, die sie dazu bewogen, im Februar 2012 ihren Rücktritt vom Leistungssport bekannt zu geben.

## Erfolge

### Juniorenweltmeisterschaften
- Bardonecchia 2005: 23. Super-G, 34. Abfahrt, 46. Riesenslalom
- Québec 2006: 8. Riesenslalom, 15. Super-G, 25. Abfahrt
- Altenmarkt 2007: 13. Super-G, 16. Riesenslalom, 19. Abfahrt

### Weltcup
- 1 Platzierung unter den besten 30

### Europacup
- 2 Platzierungen unter den besten fünf

### Weitere Erfolge
- Schweizer Meisterin im Riesenslalom 2007
- 2 Siege in FIS-Rennen